# Wolfgang Kramer
Wolfgang Kramer (Stuttgart, 29 juni 1942) is een Duits ontwerper van gezelschapsspellen en een van de meest toonaangevende ontwerpers van designer games.
Kramer heeft meer dan 100 speltitels op zijn naam staan. Van zijn spellen zijn meer dan 8 miljoen exemplaren verkocht. Hij behoort hiermee tot de succesvolste spelontwerpers ooit.
De belangrijkste spellenprijs, Spiel des Jahres, heeft hij vijf keer gewonnen met een van zijn spellen en vele andere van zijn spellen zijn ervoor genomineerd.
Kramer werkte jaren als systeemanalist en verkoper. In 1989 stopte hij met zijn werk en maakte hij van zijn hobby zijn beroep. Hij werd daarmee de allereerste fulltime spelontwerper. Hij is sinds 1986 voorzitter van de SAZ, een organisatie van spelontwerpers. Bij bijeenkomsten van deze organisatie deelt hij graag zijn kennis.
Hij werkt vaak samen met andere ontwerpers, zoals Michael Kiesling and Richard Ulrich.
Een eigenschap van sommige gezelschapsspellen in de Duitse stijl is het scorepad rondom de rand van het spelbord. Deze manier om de score bij te houden werd voor het eerst gebruikt door Kramer in zijn spel Heimlich & Co (1984) en staat in Duitsland bekend als de Kramerleiste, ter ere van Wolfgang Kramer.

## Ludografie
Veel toppers kwamen van zijn hand, waaronder:
- Heimlich & Co (1984)
- Auf Achse (1987)
- 6 nimmt! (1994)
- Big Boss (1994)
- El Grande (1996)
- Tycoon (1998)
- De Trilogie Tikal (1999)
- Java (2000)
- Torres (2000) (samen met Kiesling)
- Die Fürsten von Florenz (2000) (samen met Kiesling)
- Mexica (2002)
- Pueblo (2002)
- Maharaja (2004) (samen met Kiesling)
- Australia (2005)
- Hazienda (2005)
- Verflixxt! (2005)
- Celtica (2006) (samen met Kiesling)
- Bison (2006) (samen met Kiesling)
- Trapper (2007) (samen met Kiesling)
- Origo (2007)
- El Capitan (2007)
- Colosseum (2007)